# Edward Osóbka-Morawski
Edward Bolesław Osóbka-Morawski (5 de octubre de 1909 - 9 de enero de 1997) fue un activista y político polaco del Partido Socialista Polaco (PPS por sus siglas en polaco) antes de la Segunda Guerra Mundial y después de dicha guerra. Fue presidente del gobierno interino dominado por los comunistas, el Comité Polaco de Liberación Nacional (Polski Komitet Wyzwolenia Narodowego) se formó en Lublin con la aprobación de Stalin.

## Biografía
Nació en Bliżyn en 1909, siendo hijo de Marceli y Antonina Osóbka-Morawski. Provenía de una familia de clase trabajadora con muchos hijos, tras la muerte de su padre en 1914, la familia se ganaba la vida trabajando en una finca y en un aserradero. En los años 1918-1923 asistió a la Escuela Pública de Bliżyn y luego comenzó a trabajar en la construcción de una fábrica de municiones en Skarżysko-Kamienna.

### Carrera política
En 1925 asumió el cargo de aprendiz comunitario. En 1928 se trasladó a Końskie y empezó a trabajar en la oficina municipal de Duraczów; luego se unió al Partido Socialista Polaco y la Sociedad de Universidades Obreras. En octubre de 1944, Osóbka-Morawski asumió el cargo de Ministro de Relaciones Exteriores y Agricultura. Varios meses después, en junio de 1945, fue nombrado Primer Ministro del Gobierno Provisional de Unidad Nacional (Tymczasowy Rząd Jedności Narodowej), en el cargo hasta febrero de 1947. Osóbka-Morawski creía que el PPS debería unirse al otro partido no comunista de Polonia, el Partido Campesino Polaco, para formar un frente único contra el Partido Obrero Polaco (PPR). Sin embargo, otro destacado socialista, Józef Cyrankiewicz, argumentó que el PPS debería apoyar a los comunistas y oponerse a la creación de un estado de partido único. Los comunistas, con apoyo soviético, jugaron con esta división y obligaron a Osóbka-Morawski a dimitir en favor de Cyrankiewicz.
Osóbka-Morawski haría las paces con los comunistas y gradualmente se convirtió en estalinista. No obstante, en 1949 fue destituido de su nuevo cargo como Ministro de Administraciones Públicas, por tendencias "desviacionistas". Fue readmitido en el Partido Obrero Unificado Polaco (PZPR, fusión del PPR y el PPS), durante la revolución del Octubre polaco de 1956. Luego trabajó como funcionario del partido durante la mayor parte de su vida en la República Popular de Polonia antes de las revoluciones de 1989 y en 1990 fracasó en su intento de recrear el antiguo Partido Socialista Polaco. Murió en Varsovia en 1997.